# Ельница (Минский район)
Ельница (бел. Е́льніца) — деревня в Минском районе Минской области Белоруссии. Входит в состав Новодворского сельсовета.

## География
Деревня расположена в 6 км на юго-восток от Минска, на левом берегу реки Тростянка (приток Свислочи), которая образует возле деревни водохранилище Стайки, и одноимённый спортивный комплекс. 
Деревня расположена на автодороге Н9050, за 3 км на запад от магистрали М4.

## История

### Период Великого княжества Литовского
Первые известные данные о деревне относятся к 1778 году когда она в составе крепости находилась в Минском уезде Минской области и принадлежала Прушинским. В 1791 году были снесены крепостные стены имения Королещевичи. А после 2-го раздела Речи Посполитой в 1793 году деревня вошла в состав Российской империи.

### период Российской Империи
К 1800 году деревня стала собственностью католической церкви и была во владении Станислава Прушинского. К 1858 году деревня относилась к Игуменскому уезду минской губернии и была в ведении М Прушинского. А в 1897 году относилась к Игуменскому уезду Пережирской волости.
Во время первой мировой войны с февраля по декабрь 1918 года село было оккупировано немецкими войсками. Параллельно с 25 марта 1918 года согласно третьему уставу село входило в состав Белорусской Народной Республики.

### Советский и современный периоды
С 1919 года в соответствии с постановлением I съезда КП(б)Б вошла в состав Белорусской ССР. С июля 1919 года по июль 1929 территория села находилась под польской оккупацией. 
С20 автуста 1924 года по 26 июля 1930 года была в составе Коралищевичского сельсовета Самахваловичского района. С 18 января 1931 года по 26 мая 1831 года  было в составе города Минска потом в составе минского района а после образования с 20 февраля 1938 года после образования минской области в составе минского района минской области. 
В годы Великой Отечественной войны с июня 1941 года по июль 1944 года была под была оккупирована немцами.
До 5 марта 1959 года село находилось в составе Королищевичского сельсовета, а до 20 января 1960 года в составе Тростенецкого сельсовета, потом и до наших дней в составе Новодворского сельсовета
В 2009 году предполагалось, что деревня станет новым жилым микрорайоном Минска, но после внесения изменений в генеральный план города в 2015 году этот проект был отменён.

## Население
- XVIII столетии:
  - 1778 год — 3 двора, 8 жителей
  - 1800 год — 7 дворов, 44 жителя

- XIX стотелии:
  - 1858 год — 58 жителей
  - 1897 год — 15 двора, 95 жителей

- XX стотетии:
  - 1917 год — 21 двора, 134 жителей
  - 1926 год — 32 двора, 160 жителей
  - 1997 год — 233 хозяйства, 507 жителей
  - 1999 год — 422 жителя
  - 2009 год - 593 жителя
  - 2010 год — 593 жителя

.

## Галерея

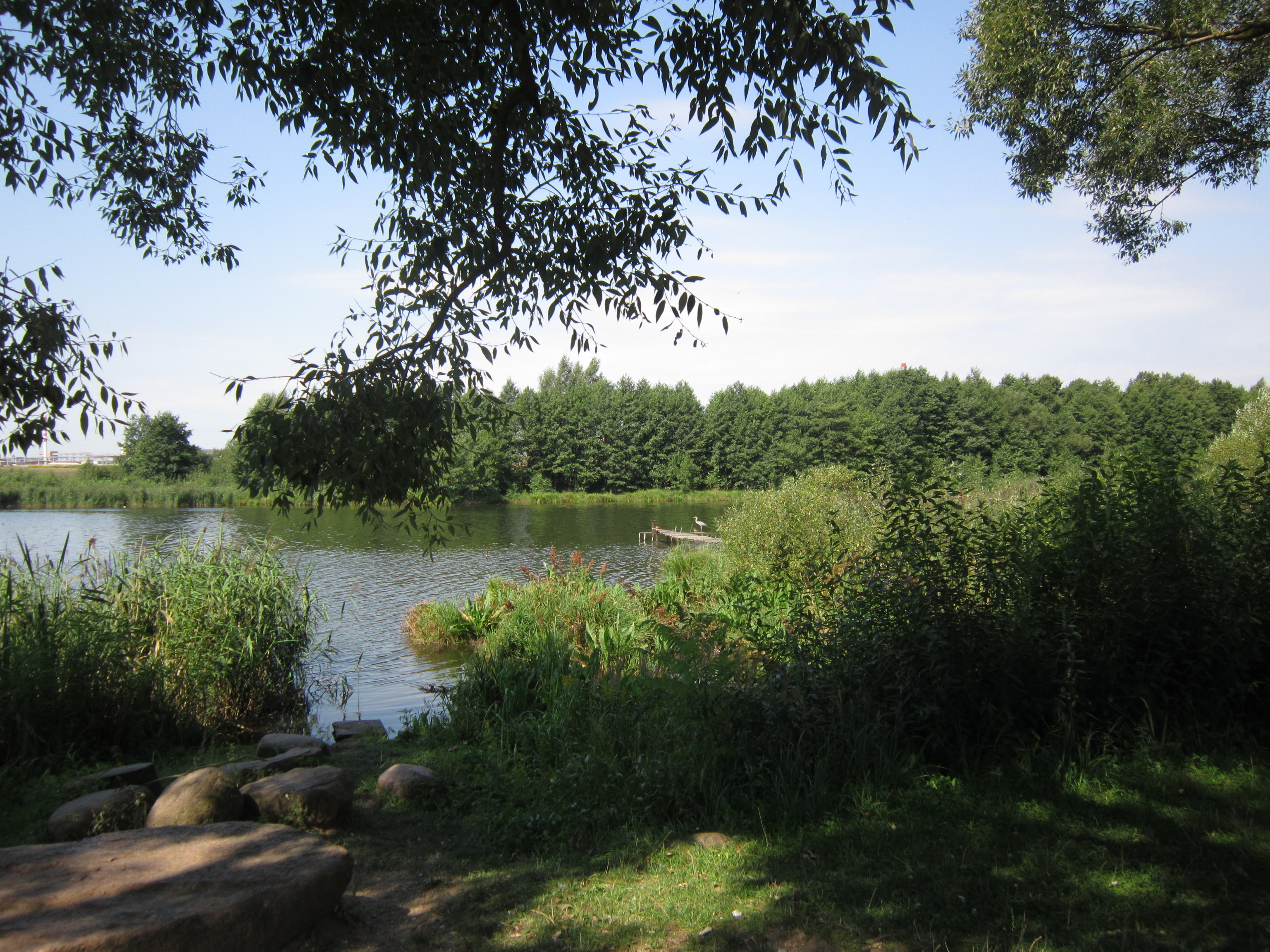
Водохранилище Стайки
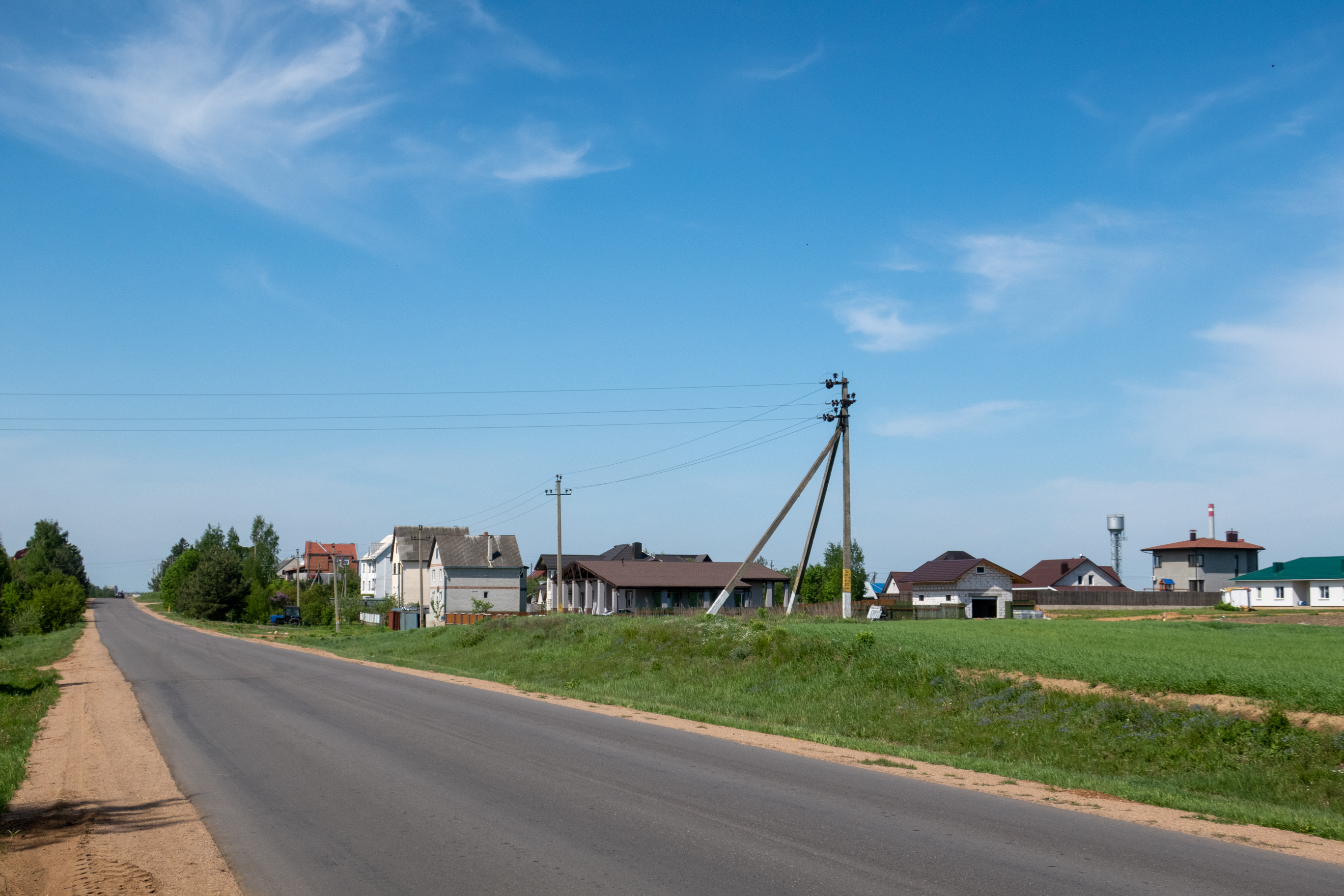
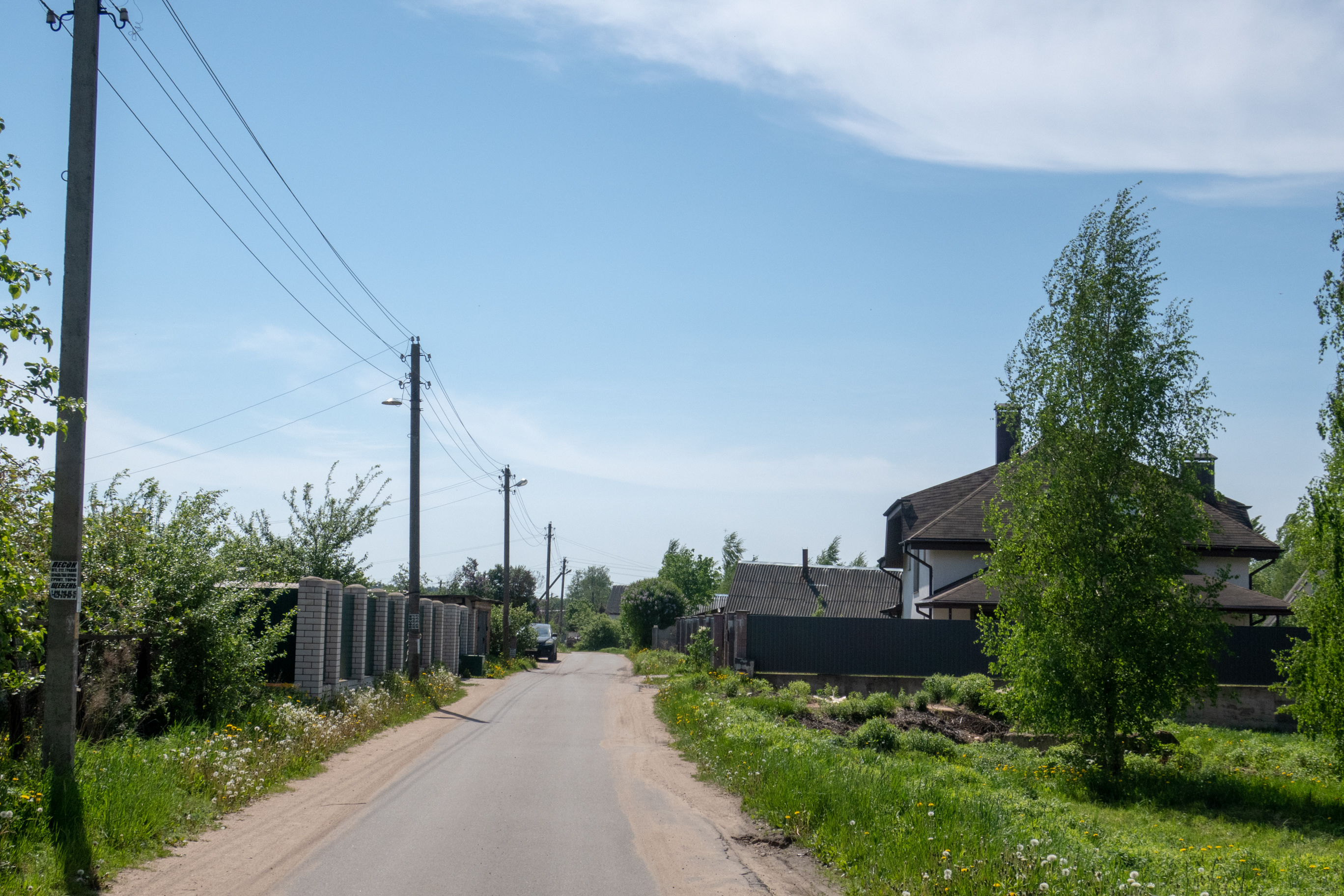
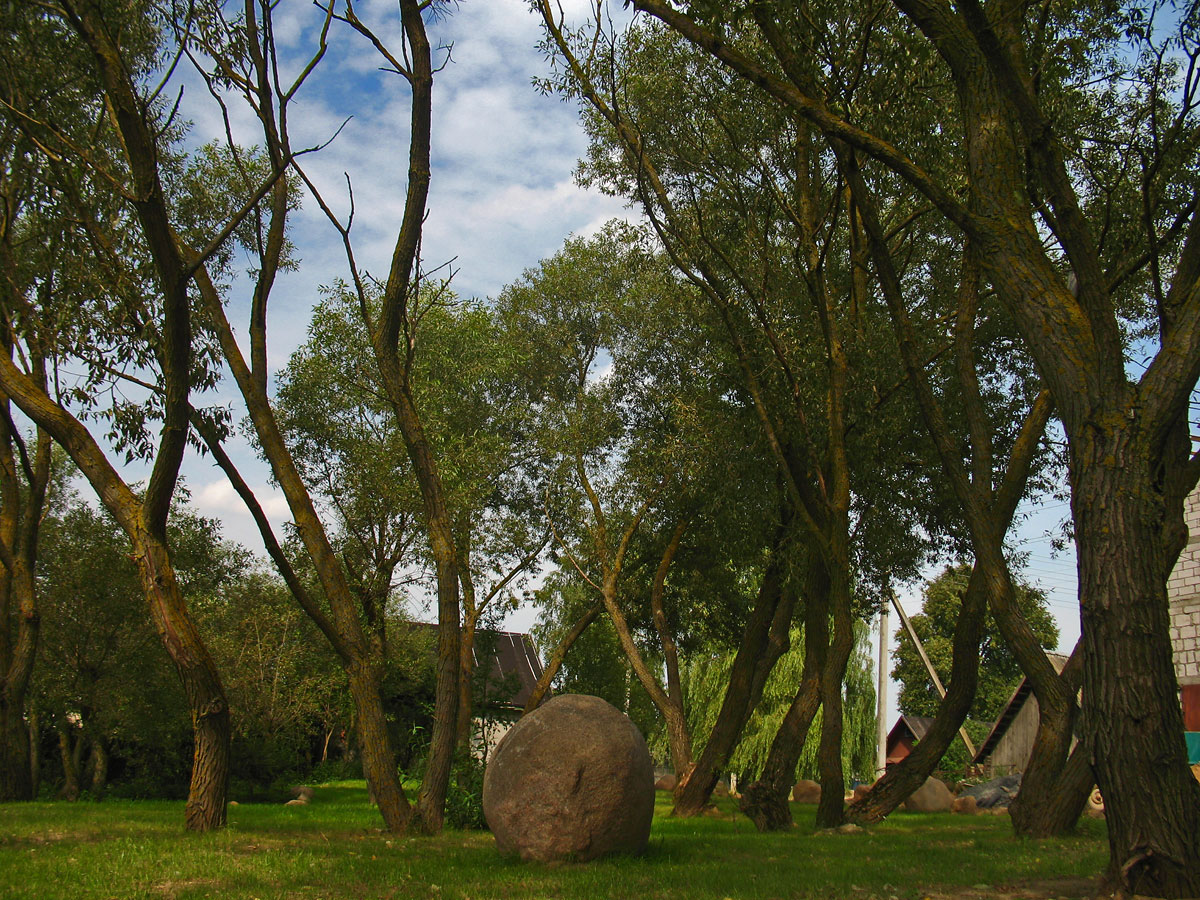